# 20000 Varuna
20000 Varuna (symbol: ) er en cubewano i Kuiperbæltet. Den blev opdaget i 2000, men er efterfølgende blevet identificeret på billeder fra 1953. 
I lighed med Haumea er objektet afrundet og beskriver en ellipsoide. Undersøgelser med infrarød stråling viser, at overfladen er dækket med frossen vand.
Lyskurveanalyser i 2002 antyder, at Varuna kan have en måne.